# Gliese 163 c
Gliese 163c es un planeta ubicado a 50 años luz de la Tierra en la constelación de Dorado; su radio es entre 1.8 y 2.4 de la Tierra, se encuentra en la zona habitable; orbitando la enana roja Gliese 163. dependiendo si está compuesto de roca o agua, recibiría un 40 % más de energía solar que la Tierra; Venus en cambio recibe 90 %.
A pesar de que no se conocen sus características exactas, con una temperatura alta la mayoría de la vida compleja no podría sobrevivir, aunque si podría albergar vida microbiana.